# Princess Amalia (fartyg)
Princess Amalia var ett nederländskt handelsfartyg byggt 1634 för Nederländska Västindiska Kompaniet (WIC). Hon var på 600 ton och bestyckad med 38 kanoner.

## Resan till Nya Nederländerna
I slutet av 1646 avreste Princess Amalia från Amsterdam till Nya Nederländerna. Med ombord var den nyutnämnde styresmannen för Nederländska Västindiska Kompaniet, Peter Stuyvesant. I maj 1647 anlände fartyget till Nya Amsterdam.
Återresan startade den 16 augusti och fartyget var lastat med 90 ton kampeschträ från nederländska Curaçao och 14 000 bäverskinn. Den avlöste styresmannen Willem Kieft och soldater från Kompaniet reste som passagerare tillsammans med några tjänstemän och kyrkoherden Everardus Bogardus från Manhattan. Passagerare och besättning uppgick till 107 man.

## Skeppsbrott

Swansea, läge i Storbritannien

Den 27 september seglade Princess Amalia in i Bristolkanalen och gick på grund nära Swansea i Wales. Kaptenen hade misstagit Bristolkanalen med Engelska kanalen. Av 107 passagerare och besättningsmän kunde endast 21 räddas. Kieft och Bogardus drunknade.